# Lycalopex griseus
Lycalopex griseus (зорро сірий або чілла) — вид ссавців родини псових (Canidae), який мешкає в південній частині Південної Америки, введений на Фолклендські острови. Населяє рівнини й передгір'я, напівпустельні місця. Вид був описаний у 1837 році Греєм як Vulpes griseus.

## Поширення
Мешкає в степах, пампасах, чагарникових місцевостях Чилі та Аргентини, ввезений на Фолклендські острови. Як правило, вони населяють рівнини і невисокі гори, але, як повідомляється, досягають 3500—4000 м над рівнем моря. Lycalopex griseus нечутливі до дуже різних кліматичних режимів, маючи діапазон поширення від помітно спекотних і сухих областей, таких як прибережна пустеля Атакама на півночі Чилі (менше 10 мм середньорічної кількості опадів, 22 °C — середньорічна температура) до вологих регіонів помірного лісу Вальдівіан (2000 мм — середньорічна кількість опадів, 12 °C — середньорічна температура) і холодної Вогняної Землі (близько 400 мм — середня річна кількість опадів, 7 °C — середньорічна температура).

## Морфологія
Морфометрія. Довжина голови й тіла: 80—92 см, вага: 2,5—4,0 кг.
Опис. Хутро строкате сіре; нижні частини тіла блідо-сірі, голова рудувата, з білими цяточками. Ноги світло-коричневі з непримітними темно-коричневими або кремовими смугами. Хвіст довгий і пухнастий з чорним кінчиком. На підборідді чорна пляма. Вуха великі.

## Поведінка
Всеїдний вид, який живиться гризунами, птахами, ящірками, жабами, комахами та фруктами. Біологією схожий на кульпео. 

## Загрози та охорона
Головною загрозою для Чілли є комерційне мисливство. На вид полюють за його шкуру в Аргентині й Чилі. Іншою загрозою є дорожній рух. Вид присутній у щонайменше шістьох охоронних територіях на центральному заході Аргентини. У Чилі вид присутній у 30 природоохоронних територіях.

## Галерея

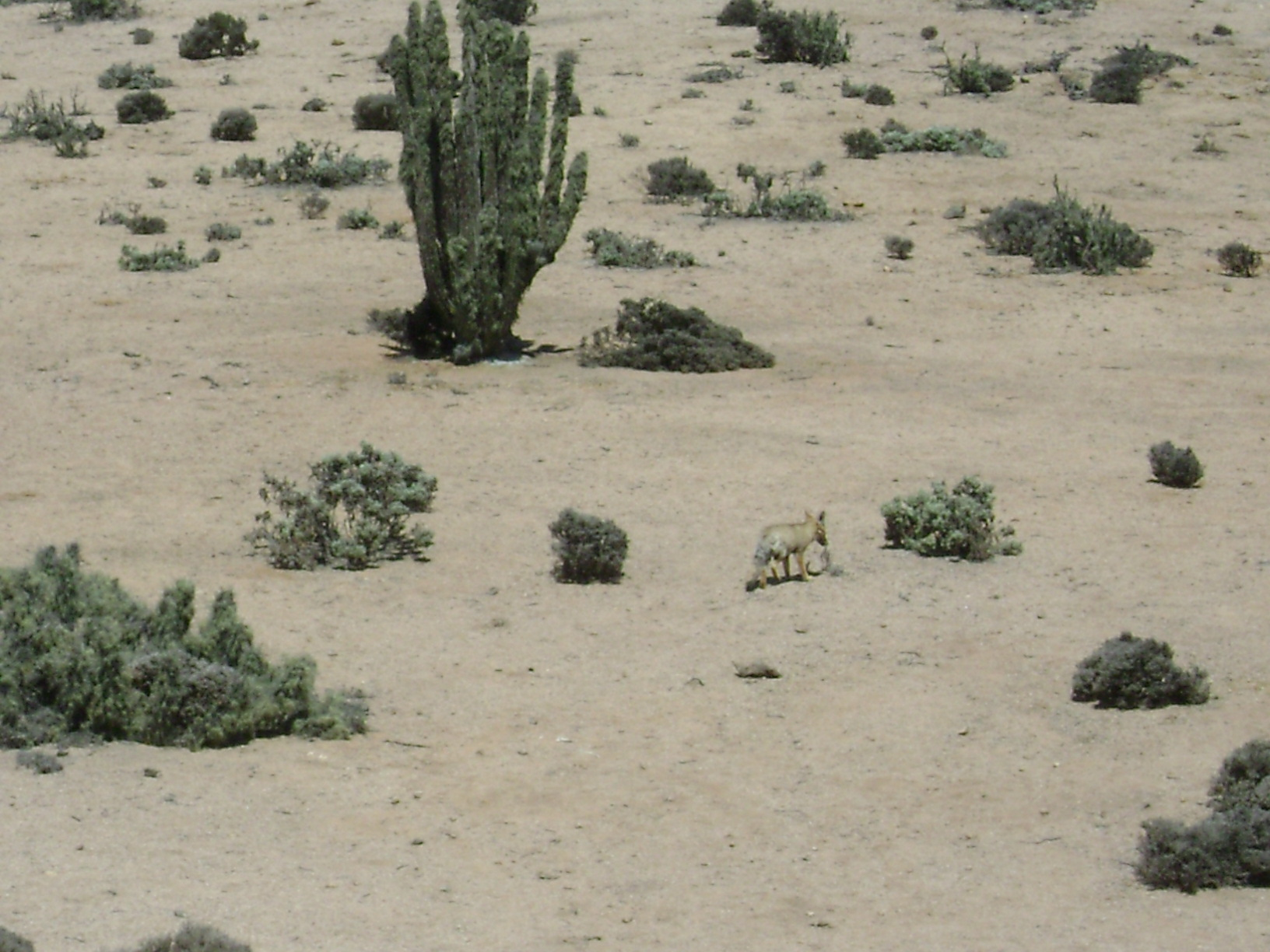
на краю пустелі Атакама, у Національному парку Азукар, Чилі.
у Талампаї, Аргентина.

## Виноски
1. 1 2  Українська назва є транскрибуванням та/або перекладом латинської назви авторами статті і в авторитетних україномовних джерелах не знайдена.
2. ↑  Don E. Wilson, DeeAnn M. Reeder Mammal species of the world: a taxonomic and geographic reference, Vol. 1 — JHU Press, 2005, p. 580  [Архівовано 3 березня 2016 у Wayback Machine.]
3. 1 2 3  Вебсайт МСОП
4. 1 2  Sharon R. Chester A wildlife guide to Chile: continental Chile, Chilean Antarctica, Easter Island, Juan Fernández Archipelago — Princeton University Press, 2008, p. 299